# The Sound of War
The Sound of War (Alternativtitel Wenn Helden sterben, Originaltitel When Trumpets Fade) ist ein Fernseh-Anti-Kriegsfilm mit Ron Eldard, unter der Regie von John Irvin. Der Film spielt im Zweiten Weltkrieg und behandelt den Überlebenskampf einer US-Infanterieeinheit während der Schlacht im Hürtgenwald im Herbst 1944.

## Kurzfassung der Handlung
Die Alliierten stoßen am Westwall – auch Siegfried-Linie genannt – bei Hürtgen auf erbitterten Widerstand der Deutschen. Die Schlacht tobt erbarmungslos. Der US-Soldat Manning hat eigentlich nur eines im Sinn: Heil wieder nach Hause kommen. Als einziger Überlebender seiner Einheit wird er jedoch kurzerhand befördert und muss mit einer zusammengewürfelten Truppe bei extremen Operationen hinter der feindlichen Linie wieder seinen Mut beweisen.

## Handlung
November 1944. Der Film beginnt mit einer Szene, in der Private Manning aus der 28th Infantry Division seinen Freund und Kamerad von der Front in Richtung Feldlazarett auf dem Rücken durch einen zerbombten Wald schleppt. Der Verwundete schreit vor Schmerzen und kann nicht mehr laufen, weshalb Manning ihm Mut macht. Einen Kilometer vor dem Lazarett muss Manning eine Pause einlegen. Der Verwundete will nicht mehr weiter. Manning aber muss bzw. will heil nach Hause kommen. Somit kann er seinen Freund nicht alleine zurücklassen; er erschießt den Verwundeten.
Als Manning in einem Feldlazarett ankommt, wird er vom Sanitäter Chamberlain begrüßt und mit zum Hauptlager genommen. Manning wird von Cpt. Pritchett erwartet. Pritchett ernennt ihn zum Sergeant, da er als einziger seiner Einheit übrig geblieben ist. Manning will diese Verantwortung eigentlich nicht übernehmen, aber Pritchett akzeptiert die Ablehnung nicht.
Mannings neue Aufgabe besteht darin, einen Spähtrupp aus unerfahrenen Rekruten hinter die feindlichen Linien zu führen, um Informationen über den Feind zu sammeln.
Im Laufe des Films zerstört Manning mit seinem Trupp eine Stellung von 8,8-cm-Flugabwehrkanonen. Aufgrund dieses Erfolges wird er zum Lieutenant befördert und zerstört am Ende mithilfe einer Gruppe Freiwilliger zwei deutsche Panzer IV.
Dabei wird er schwer verwundet. Pvt. Sanderson trägt ihn – wie Manning selbst seinen Kameraden zu Beginn des Films – zum nächsten Lazarett. Hier fallen fast wortgleiche Dialoge wie in der Anfangsszene, worauf Manning erahnt was folgt und über diese Ironie lachen muss.

## Kritiken
„Ein First-Class-Ticket für einen Trip in die Hölle“

„Effektvoll und realistisch inszenierter Kriegsfilm, der die psychische Befindlichkeit der Soldaten in den Mittelpunkt stellt, wobei die Misere der amerikanischen Truppen im Zentrum des diskutablen Films steht.“

## Auszeichnungen
3 Nominierungen
- ASC Award (1999);
- Golden Reel Award (1999)

für die besten Dialoge, für die besten Soundeffekte
2 Auszeichnungen
- Silver FIPA (1999)
- Golden Space Needle Award (1998, 3. Platz)

## Trivia
- Der Spezialeffekt-Experte Joe Lombardi starb während der Arbeit an diesem Film. Er hatte unter anderem bei Der Pate und Der Pate – Teil II sowie Apocalypse Now mitgewirkt.
- Der Spruch „Niemand stirbt/Nobody dies“ ist eine Anspielung auf Lewis Milestones Film Landung in Salerno (A Walk in the Sun) von 1945, in dem die Protagonisten diesen mehrfach aussprechen.
- Der Film verzichtet auf Hollywood-Größen, doch zahlreiche Darsteller waren schon in Serien oder in Nebenrollen in anderen Filmen zu sehen gewesen.
- Der Film wurde für HBO produziert, was auch bei Band of Brothers der Fall war.
- Der Film wurde größtenteils in Ungarn gedreht.